# Айтуган (Стерлибашевский район)
Айтуган (баш. Айтуған) — село в Стерлибашевском районе Республики Башкортостан Российской Федерации. Входит в состав Яшергановского сельсовета.

## География

### Географическое положение
Расстояние до:
- районного центра (Стерлибашево): 35 км,
- центра сельсовета (Яшерганово): 5 км,
- ближайшей ж/д станции (Стерлитамак): 95 км.

## Население
| 2002 | 2009 | 2010 |
| ---- | ---- | ---- |
| 247  | ↗306 | ↘203 |